# Огузханский этрап
Огузханский этрап (туркм. Oguzhan etraby) — бывший этрап в Марыйском велаяте Туркменистана.
Образован в августе 1988 года как Парахатский район Туркменской ССР.
В 1992 году Парахатский район вошёл в состав Марыйского велаята и был переименован сначала в Ниязовский этрап, а затем в Огузханский этрап.
9 ноября 2022 года Огузханский этрап был упразднён. При этом посёлки Денизхан, Огузхан, генгешлики Денизхан, Достлук были переданы в Мургапский этрап; а город Шатлык, посёлки Довлетли-Заман, Парахат, генгешлики Алтын-Заман, Айхан, Дагхан, Гёкхан, Гюнхан, Мердана, Йылдызхан переданы в Сакарчагинский этрап.